# Invasion de Buna-Gona
Seconde Guerre mondiale
Batailles
- Buna-Gona
- Kokoda
- Isurava
- 1re Ruisseau Eora – Traversée de Templeton
- Efogi
- Ioribaiwa
- 2e Ruisseau Eora – Traversée de Templeton
- Oivi-Gorari
- Logistique alliée

L'invasion de Buna-Gona désigne les débarquements organisés par l'empire du Japon visant à établir des têtes de ponts près des villages de Buna et de Gona du 21 au 23 juillet 1942.

## Histoire
Le commandement nippon avait pour objectif la prise de la ville de Port Moresby afin de considérablement gêner les opérations militaires en empêchant ou en réduisant la navigation des navires de transports américains et australiens transitant dans la région.
Après les lourdes pertes subies par la Marine impériale japonaise lors de la bataille de la mer de Corail, les plans pour lancer un assaut amphibie visant à la prise de Port Moresby ont été annulés, l'état-major japonais optant désormais pour une marche  terrestre directe vers cette ville à travers les monts Owen Stanley.
Dans cette optique, l'établissement de têtes de ponts dans la Province d'Oro s'avéra nécessaire afin de pouvoir débarquer troupes, matériel et ravitaillement en prévision de cette campagne.
Le 21 juillet les premières troupes impériales débarquèrent près de Buna et de Gona sans opposition, les troupes du génie débutant immédiatement la construction d'infrastructures portuaires mais également de routes et de ponts.
Dans la nuit du 22 juillet, la quarantaine de soldats australiens dans la zone, issus d'un bataillon de soldats papous, organisent une rapide embuscade avant de se retirer définitivement dans la jungle qui signe le seul combat terrestre ayant eu lieu durant cette opération. 
Des raids aériens menés conjointement par l'USAAF et la RAAF ont cependant ralenti les opérations japonaises, réussissant même à couler un de leurs navires de transport le 23 juillet 1944, où trois marins à bord périrent à cette occasion.
Ces têtes de ponts établies, le débarquement du gros des troupes impériales et de leur matériel débutent dès les jours et semaines suivantes, ces soldats entamant aussitôt leur longue marche vers le sud où ils affronteront les Australiens lors de la campagne de la Piste Kokoda.